# Kraft Dinner
Kraft Dinner (anche conosciuto con l'acronimo KD), conosciuto negli Stati Uniti e in Australia con i nomi Kraft Macaroni & Cheese Dinner e Kraft Mac & Cheese e nel Regno Unito come Macaroni Cheese e Cheesey Pasta è il nome di un marchio di maccheroni al formaggio in scatola distribuito prevalentemente in Canada e negli Stati Uniti dalla Kraft Foods. Il successo del marchio Kraft Dinner lo ha anche reso un piatto nazionale in Canada nonché il genere alimentare preferito dai canadesi.

## Storia
Il prerequisito per fabbricare dei maccheroni al formaggio in scatola è l'utilizzo di formaggio a pasta fusa, i cui sali emulsionanti fanno perdurare il prodotto più a lungo. Sebbene James Lewis Kraft, originario di Fort Erie (Ontario), ma residente a Chicago, non avesse inventato il formaggio fuso, nel 1916 ideò un metodo per la fabbricazione del formaggio fuso e iniziò a costruire un'attività nel settore alimentare. Durante la Grande depressione, Grant Leslie, un commesso di Saint Louis (Missouri), ebbe l'idea di vendere dei maccheroni al formaggio confezionati e iniziò a distribuire pacchetti di formaggio grattugiato legati a scatole di pasta con un elastico. Nel 1937, la Kraft lanciò il prodotto negli Stati Uniti e in Canada. I tempi del lancio del prodotto dipesero dal suo successo: durante la seconda guerra mondiale, il razionamento del latte e dei prodotti lattiero-caseari, una maggiore necessità di alimenti privi di carne e l'aumento del numero di donne che lavorano fuori casa, contribuirono ad aumentare la domanda di Kraft Dinner, che era un pasto abbondante e a buon mercato per le famiglie. Inoltre, tale prodotto poteva essere conservato a lungo (dieci mesi) a temperatura ambiente e guadagnò l'interesse di molti canadesi non provvisti di frigorifero. Ogni confezione disponeva di un tagliando che permetteva di comprare nuovi pacchi di Kraft Dinner. In epoca di guerra, furono vendute 50 milioni di unità di Kraft Dinner.
Il colore delle confezioni di Kraft Dinner, che erano precedentemente gialle, fu cambiato nel 1954, anno in cui divennero blu. Nello stesso periodo, il prodotto fu promosso con una campagna pubblicitaria che incoraggiava i bambini a comprare la "scatola blu". Nel 1975, debuttò sul mercato una variante di Kraft Dinner con i noodles a spirale mentre, nel 1984, furono inaugurati i Velveeta Shells & Cheese con formaggio Velveeta. Nel 2006, le versioni di Kraft Dinner a base di Cheddar e Cheddar bianco iniziarono a contenere maccheroni biologici. Lo stesso anno furono introdotte le confezioni più piccole di Kraft Dinner che prendono il nome di Easy Mac Cups. Nel 2007, i noodles iniziarono a contenere il 50% di cereali integrali. Nello stesso anno debuttarono i Macaroni & Cheese Crackers che però non ebbero successo e la loro produzione fu pertanto interrotta l'anno successivo. Nel 2010 nacque Homestyle Deluxe, una linea di prodotti di tre gusti: cheddar, salsa ai quattro formaggi e Old World Italian.
Oggi vengono acquistate nel mondo 7 milioni di confezioni Kraft Dinner ogni settimana, di cui 1,7 milioni nel solo Canada. I soli canadesi consumano in media 3,2 scatole di Kraft Dinner all'anno, un quantitativo del 55% in più rispetto a quello degli statunitensi.

## Ingredienti e valori nutrizionali

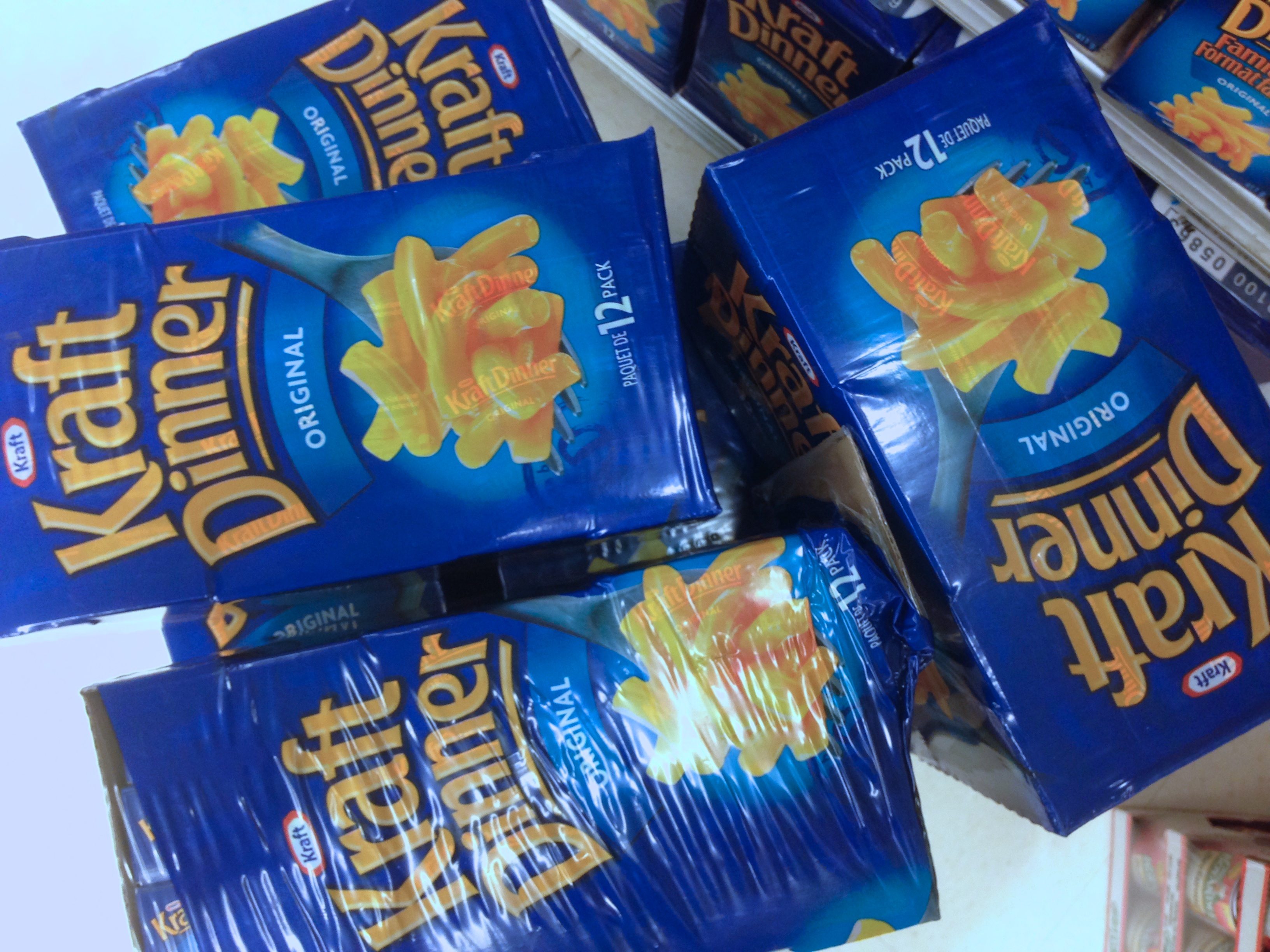
Confezioni di Kraft Dinner

Una singola porzione di Kraft Dinner "classico" negli USA presenta 70 grammi di pasta secca e una quantità di polvere di formaggio pari a 4/3 cucchiai di margarina e 1/12 di una tazza di latte. Ha 350 calorie ed è ricco di sodio, grassi saturi, grassi totali e carboidrati totali.
Gli ingredienti includono: maccheroni (farina di grano, niacina, ferro, vitamina B1 e, B2 e acido folico) e una salsa di formaggio (siero di latte, grasso di latte, concentrato di proteine del latte, sale, tripolifosfato di sodio, meno del 2% di acido citrico, acido lattico, fosfato di sodio, fosfato di calcio, tartrazina, giallo arancio S, enzimi e colture di avviamento).

### Controindicazioni
I Kraft Macaroni & Cheese venduti negli Stati Uniti includevano originariamente i coloranti alimentari tartrazina e giallo arancio S. In Europa, gli alimenti che contengono tartrazina richiedono un'etichetta di avvertenza che riporta la scritta "Questo prodotto può avere effetti negativi sull'attività e l'attenzione dei bambini". Nel 2014, nessuna delle varietà europee è stata prodotta con coloranti. Il 1º novembre 2013, la Kraft annunciò che i Kraft Dinner per bambini negli Stati Uniti non avrebbero più contenuto quegli additivi e che sarebbe stato ridotta la percentuale di sodio, grassi saturi e altri sei grammi di cereali integrali. Nell'aprile del 2015, fu annunciato che tali cambiamenti, compresa l'eliminazione dei conservanti artificiali, sarebbero stati estesi a tutti i prodotti a partire dal gennaio 2016 e che la colorazione degli alimenti sarebbe stata effettuata con paprica, annatto e curcuma.